# Mesoleptus arridens
Mesoleptus arridens är en stekelart som beskrevs av Johann Ludwig Christian Gravenhorst 1829. Mesoleptus arridens ingår i släktet Mesoleptus och familjen brokparasitsteklar. Inga underarter finns listade i Catalogue of Life.